# Форезия

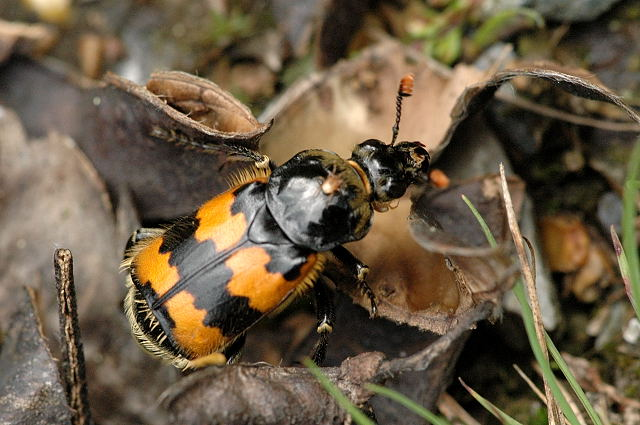
Клещи на теле могильщика погребального (Nicrophorus vespillo).

Форезия (лат. phoresy, phoresia, phoresis, от греческого «форео» — «носить») — вид комменсализма, расселение организма при помощи его переноса другим.

## Описание
По сути — использование одними организмами других организмов в качестве «транспортного средства», форма синойкии. Примеры: мелкие клещи нескольких семейств, наездники Telenomus tetratomus, личинки жуков (Cryptophagidae, Meloidae, Rhipiphoridae), ложноскорпионы (на млекопитающих), двупарноногие многоножки (на птицах).
Примером форезии среди бабочек-копрофагов служат два вида огнёвок, обнаруживаемых на ленивцах в Южной Америке. Это виды Bradipodicola hahneli и Cryptoses choloepi, чьи бабочки обнаруживаются в меху этих млекопитающих, а гусеницы питаются на фекалиях ленивцев.
Форезия распространена преимущественно среди членистоногих, в первую очередь у ряда групп клещей. Форезия является одной из форм пассивного расселения и свойственна видам, для которых перенос из одного биотопа в другой является необходимым для сохранения или размножения. Так, многие летающие насекомые, посещающие скопления быстро разлагающихся растительных остатков, трупов животных, помета и т. п. переносят на себе гамазовых, уроподовых или тироглифоидных клещей, которые таким образом переселяются, так как их собственные расселительные возможности не позволяют им преодолевать значительные расстояния. У жуков примером этого явления могут служить «путешествующие» на мертвоедах, жуках-могильщиках, навозниках, карапузиках мелкие клещи из рода Poecilochirus и семейств Acaridae, Macrochelidae, Parasitidae, Uropodidae и других.
Также путём форезии на насекомых распространяются некоторые виды нематод. Среди крупных животных форезия почти не встречается.